# هربرت روبنسون (سياسي أسترالي)
هربرت روبنسون (بالإنجليزية: Herbert Robinson)‏ هو سياسي أسترالي، ولد في 29 ديسمبر 1876 في أستراليا، وتوفي في 2 مايو 1919 في برث في أستراليا. حزبياً، نشط في Nationalist Party (Australia) ‏. وقد انتخب عضو الجمعية التشريعية لأستراليا الغربية.